# Jeong Kook-Hyun
Jeong Kook-Hyun (15 de marzo de 1962) es un deportista surcoreano que compitió en taekwondo. Ganó cuatro medallas de oro en el Campeonato Mundial de Taekwondo entre los años 1982 y 1987, y dos medallas de oro en el Campeonato Asiático de Taekwondo en los años 1984 y 1988.

## Palmarés internacional
| Campeonato Mundial  | Campeonato Mundial     | Campeonato Mundial | Campeonato Mundial |
| Año                 | Lugar                  | Medalla            | Categoría          |
| ------------------- | ---------------------- | ------------------ | ------------------ |
| 1982                | Guayaquil (Ecuador)    | Medalla de oro     | –73 kg             |
| 1983                | Copenhague (Dinamarca) | Medalla de oro     | –73 kg             |
| 1985                | Seúl (Corea del Sur)   | Medalla de oro     | –76 kg             |
| 1987                | Barcelona (España)     | Medalla de oro     | –76 kg             |
| Campeonato Asiático |                        |                    |                    |
| Año                 | Lugar                  | Medalla            | Categoría          |
| 1984                | Manila ()              | Medalla de oro     | –73 kg             |
| 1988                | Katmandú ()            | Medalla de oro     | –76 kg             |